# Janisjarwi
Janisjarwi (ros. Янисъярви; fiń. Jänisjärvi) – jezioro meteorytowe w Karelii w Rosji.

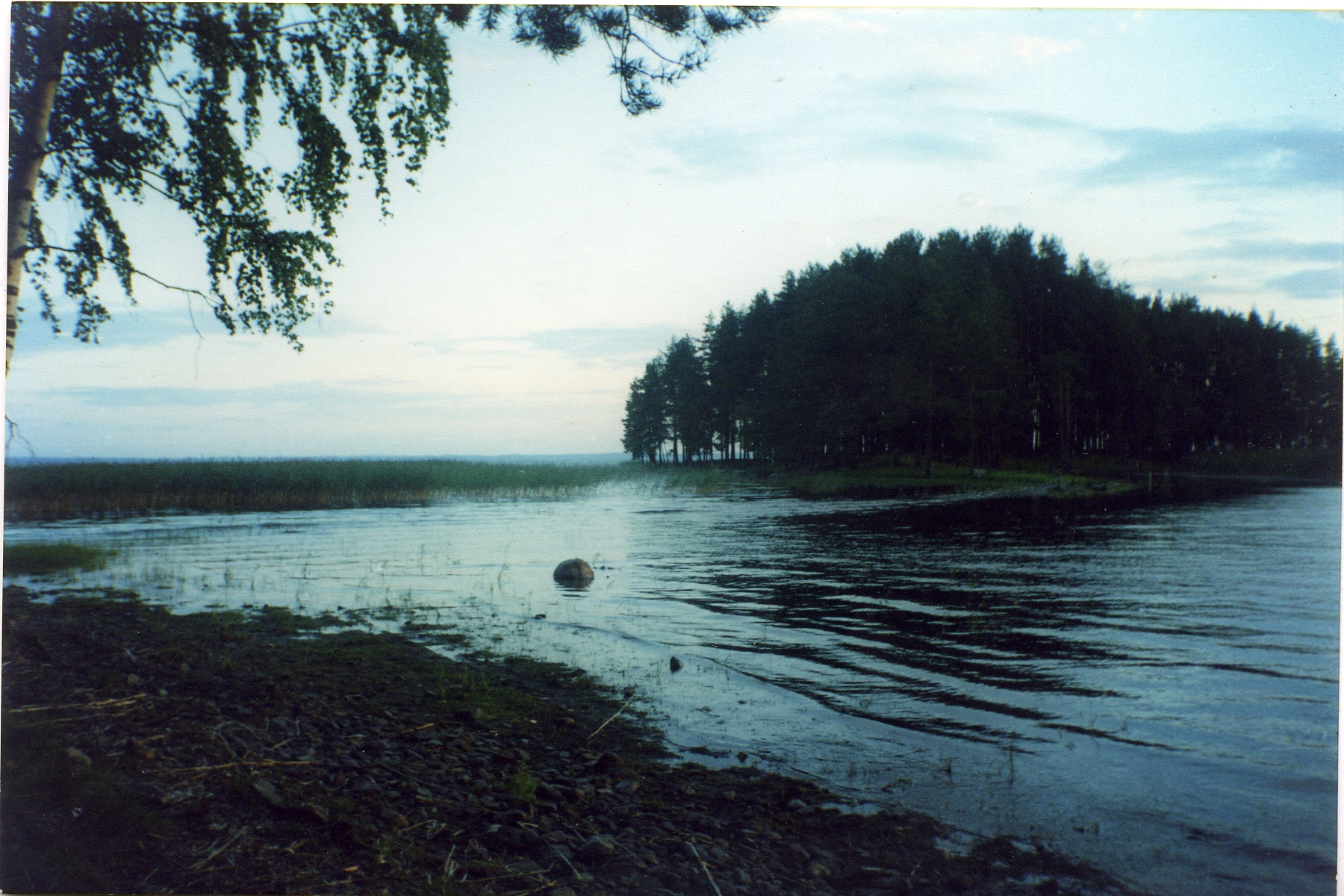
Widok jeziora z brzegu

Krater uderzeniowy Janisjarwi, o średnicy 14 km, powstał ok. 700 milionów lat temu, w kriogenie. Przed II wojną światową sądzono, że jest to druga co do wielkości kaldera wulkaniczna w Finlandii (w 1940 Karelia została zagarnięta przez ZSRR), po Lappajärvi. Obecnie wiadomo, że oba jeziora są pochodzenia meteorytowego.